# Halfgladde dwergzandbij
De halfgladde dwergzandbij (Andrena semilaevis) is een vliesvleugelig insect uit de familie Andrenidae. De wetenschappelijke naam van de soort is voor het eerst geldig gepubliceerd in 1903 door Pérez.